# 丸山幸恵
丸山 幸恵（まるやま さちえ）は、元NHK新潟放送局の契約キャスター。

## 人物
新潟県新潟市出身。
元キャビンアテンダントである。
新潟放送のラジオ番組でアシスタントを務めた後、2007年NHK福島放送局に契約キャスターとして入局し、4年間勤務。
2011年4月よりNHK新潟放送局へ移籍。『新潟ニュース610』のサブキャスターを担当した。
2014年3月、NHK新潟放送局を退局。

## 過去の出演番組
- ミュージックポスト（新潟放送、～2007年） - 水曜日アシスタント
- やまだみつるのみみかき通信[2]（新潟放送、2006年～2007年） - アシスタント
- はまなかあいづToday（NHK福島局、2008年～2010年） - サブキャスター
- 新潟ニュース610（NHK新潟局、2011年～2014年） - サブキャスター